# Daïras de la wilaya de Khenchela

La wilaya de Khenchela compte 08 daïras et 21 communes.

## Daïras de la wilaya de Khenchela
1. Khenchela
2. Babar
3. Bouhmama
4. Chechar
5. El Hamma
6. Kais
7. Ouled Rechache
8. Aïn Touila

| Daïra          | Nombre de communes | Communes                              | Superficie (km²) | Population (hab.) |
| -------------- | ------------------ | ------------------------------------- | ---------------- | ----------------- |
| Khenchela      | 1                  | Khenchela                             | ...              | ...               |
| Babar          | 1                  | Babar                                 | ...              | ...               |
| Bouhmama       | 4                  | Bouhmama, Chélia, M'Sara, Yabous      | ...              | ...               |
| Chechar        | 4                  | Chechar, Djellal, El Oueldja, Khirane | ...              | ...               |
| El Hamma       | 4                  | Baghaï, El Hamma, Ensigha, Tamza      | ...              | ...               |
| Kais           | 3                  | Kais, Remila, Taouzient               | ...              | ...               |
| Ouled Rechache | 2                  | El Mahmal, Ouled Rechache             | ...              | ...               |
| Aïn Touila     | 2                  | Aïn Touila, M'Toussa                  | ...              | ...               |